# Майдан (Ковельський район)
Майда́н — село в Україні, у Голобській селищній територіальній громаді Ковельського району Волинської області. Населення становить 192 осіб. Відстань до райцентру становить близько 38 км і проходить автошляхом E85, з яким збігається М19.

## Історія
У 1906 році село Голобської волості Ковельського повіту Волинської губернії. Відстань від повітового міста 28 верст, від волості 8. Дворів 34, мешканців 225.

## Населення
Згідно з переписом УРСР 1989 року чисельність наявного населення села становила 206 осіб, з яких 90 чоловіків та 116 жінок.
За переписом населення України 2001 року в селі мешкали 192 особи. 100 % населення вказало своєю рідною мовою українську мову.

## Відомі люди
- Редькович Павло Миколайович — військовослужбовець військової служби за контрактом 80-ї окремої аеромобільної бригади. Загинув під час бою біля Луганського аеропорту. У серпні 2015 року в селі відкрили меморіальну таблицю його пам'яті.